# Hermandad del Cristo de la Victoria (Moguer)
La Real, Ilustre y Franciscana Cofradía de Nuestro Padre Jesús de la Victoria, Maria Santísima de la Paz y San Juan Evangelista es una cofradía del pueblo de Moguer, en Huelva (España).
- Conocida popularmente como "Hermandad del Cristo de la Victoria".
- Fundada en 1943.
- Sede: Parroquia de Nuestra Señora de la Granada.
- Penitentes: Las túnicas, cíngulo de esparto y antifaz negro. El escudo se sitúa en el antifaz, a la altura del pecho. Durante el siglo XX los penitentes vestían las túnicas blancas y antifaz verde olivo.
- Imágenes: Nuestro Padre Jesús de la Victoria es obra de Enrique Orce de 1943 y Nuestra Señora de la Paz es una obra realizada por José María Leal Bernal en el año 2005. La imagen de San Juan Evangelista es obra de Enrique Orce de 1938.
- Pasos: La procesión consta de 2 pasos. El primer paso porta a Nuestro Padre Jesús de la Victoria. El segundo paso porta a Maria Santísima de la Paz y San Juan Evangelista bajo palio.

Su primera salida procesional se produjo en 1943 desde el Monasterio de Santa Clara. A partir de 1944 salió desde la restaurada Parroquia de Nuestra Señora de la Granada, donde situó su sede definitiva.

## Pasos e imágenes

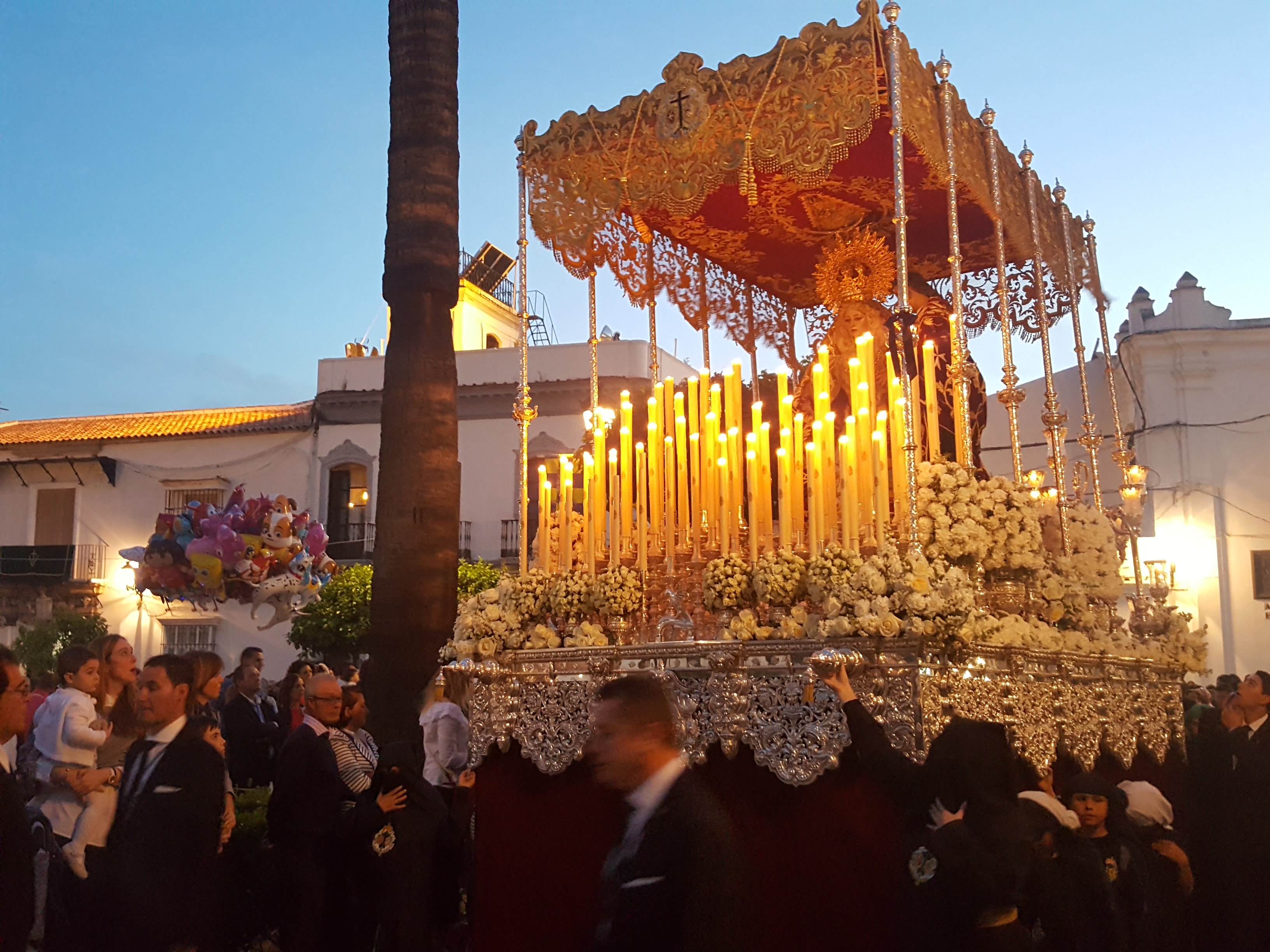
Paso de la Virgen de la Paz.